# Pimpichaya Kokram
Pimpichaya Kokram (tailandés: พิมพิชยา ก๊กรัมย์; 16 de junio de 1998) es una jugadora de voleibol tailandesa. Es miembro actual de la selección femenina de voleibol de Tailandia.

## Trayectoria
Participó en el Campeonato Mundial de Voleibol Femenino Sub-23 de 2015, el Grand Prix de Voleibol de 2016, el Liga de Naciones de Voleibol Femenino de 2018, y el Campeonato Mundial de Voleibol Femenino de 2018.

## Clubs
- Nonthaburi (2014–2018)
- Bandung Bank BJB Pakuan (2018–2019)
- Nonthaburi (2019–)